# Un turbo sfrenato
Un turbo sfrenato (Cats and Bruises) è un film del 1965 diretto da Friz Freleng. È un cortometraggio animato della serie Merrie Melodies, prodotto dalla Warner Bros. e uscito negli Stati Uniti il 30 gennaio 1965. I protagonisti del cartone animato sono gatto Silvestro e speedy Gonzales. Il cortometraggio contiene filmati da È arrivato un carico di formaggio, Il pifferaio di Guadalupe, Venezia, la luna e Silvestro e Scherzi da canarino.

## Distribuzione

### Edizione italiana
Circolano tre doppiaggi italiani del corto. Il primo effettuato all'inizio degli anni settanta, con Michael Tor su Silvestro. Il secondo venne effettuato negli anni ottanta dalla Effe Elle Due e il terzo nel 2003 dalla Time Out Cin.Ca ed utilizzato in TV.

## Edizioni home video
Il cortometraggio è incluso con il primo doppiaggio nella VHS Silvestro:1.